# Stefan Hanemann
Stefan Hanemann (* 2. Januar 1996) ist ein deutscher Handballspieler.

## Karriere

### Im Verein
Stefan Hanemann begann das Handballspielen bei der HSG Dutenhofen/Münchholzhausen und erhielt nach der Jugend dort seinen ersten Profivertrag für die erste Mannschaft, welche als HSG Wetzlar in der 1. Bundesliga antritt. Ab 2015 erhielt er ein Zweitspielrecht für den Drittligisten HSG Konstanz. 2016 stieg er mit Konstanz in die 2. Bundesliga auf. Ab Sommer 2017 stand er fest im Kader von Konstanz in der 2. Bundesliga. Im Januar 2018 wechselte er mit sofortiger Wirkung zum Erstligisten Eulen Ludwigshafen. Nach zwei Jahren in der 1. Bundesliga wechselte er 2020 zum Zweitligaaufsteiger TuS Fürstenfeldbruck. Nachdem Fürstenfeldbruck nach einer Saison wieder in die 3. Liga abgestiegen war, wechselte er zum Drittligisten TuS Vinnhorst. Mit Vinnhorst stieg er 2023 in die 2. Bundesliga auf. Nachdem Vinnhorst nach einer Saison wieder abgestiegen war, unterschrieb er ab Sommer 2024 einen Vertrag beim Zweitligisten TV Großwallstadt.

### In Auswahlmannschaften
Mit der deutschen Junioren-Nationalmannschaft belegte er den 4. Platz bei der U21-Weltmeisterschaft 2017.